# FIFA Soccer 96
FIFA Soccer 96, även känt som  FIFA 96: Virtual Soccer Stadium, är ett fotbollsspel utvecklat av Extended Play Productions och utgtivet av EA Sports 1995. Spelet släpptes till Sega Mega Drive, Sega Saturn, Sega 32X, Sega Game Gear, Playstation, SNES och DOS.
Spelet marknadsfördes som Next Generation Soccer, och är det första i FIFA-serien som använde sig av verkliga spelare. Matcherna presenteras av John Motson.

## Musik
Spelet innehåller 15 olika musikstycken, komponerade och arrangerade av Graeme Coleman.

### Fotnoter
1. ↑  ”FIFA Soccer 96” (på engelska). Allgame. 12 mars 1995. Arkiverad från originalet den 16 november 2014. https://web.archive.org/web/20141116013523/http://www.allgame.com/game.php?id=7401&tab=overview. Läst 17 maj 2014.